# Ganjō-ji
Shiramizu Amidadō (白水阿弥陀堂), ou Ganjō-ji (願成寺), est un temple bouddhiste situé à Iwaki, préfecture de Fukushima au Japon. L'amida-dō est un trésor national et le temple, accompagné de son jardin japonais, est désigné « site historique du Japon ».

## Bâtiments
- Amida-dō (trésor national); construit en 1160 par la princesse Tokuhime des Ōshū Fujiwara[2],[3],[4].

## Trésors
Cinq sculptures se trouvent à l'intérieur du amida-dō :
- Triade en bois d'Amida Nyorai, (époque de Heian) (Bien culturel important)[5].
- Statue en bois de Dhṛtarāṣṭra (Jikokuten) (époque de Heian) (BCI)[6].
- Statue en bois de Tamonten (époque de Heian) (BCI)[7].

## Jardins
Entre 1972 et 1982, des fouilles archéologiques ont été menées dans l'étang, la plage de graviers, les pierres ornementales, la péninsule, l'îlot central et les ponts du jardin paradisiaque du XIIe siècle.